# ガイウス (法学者)

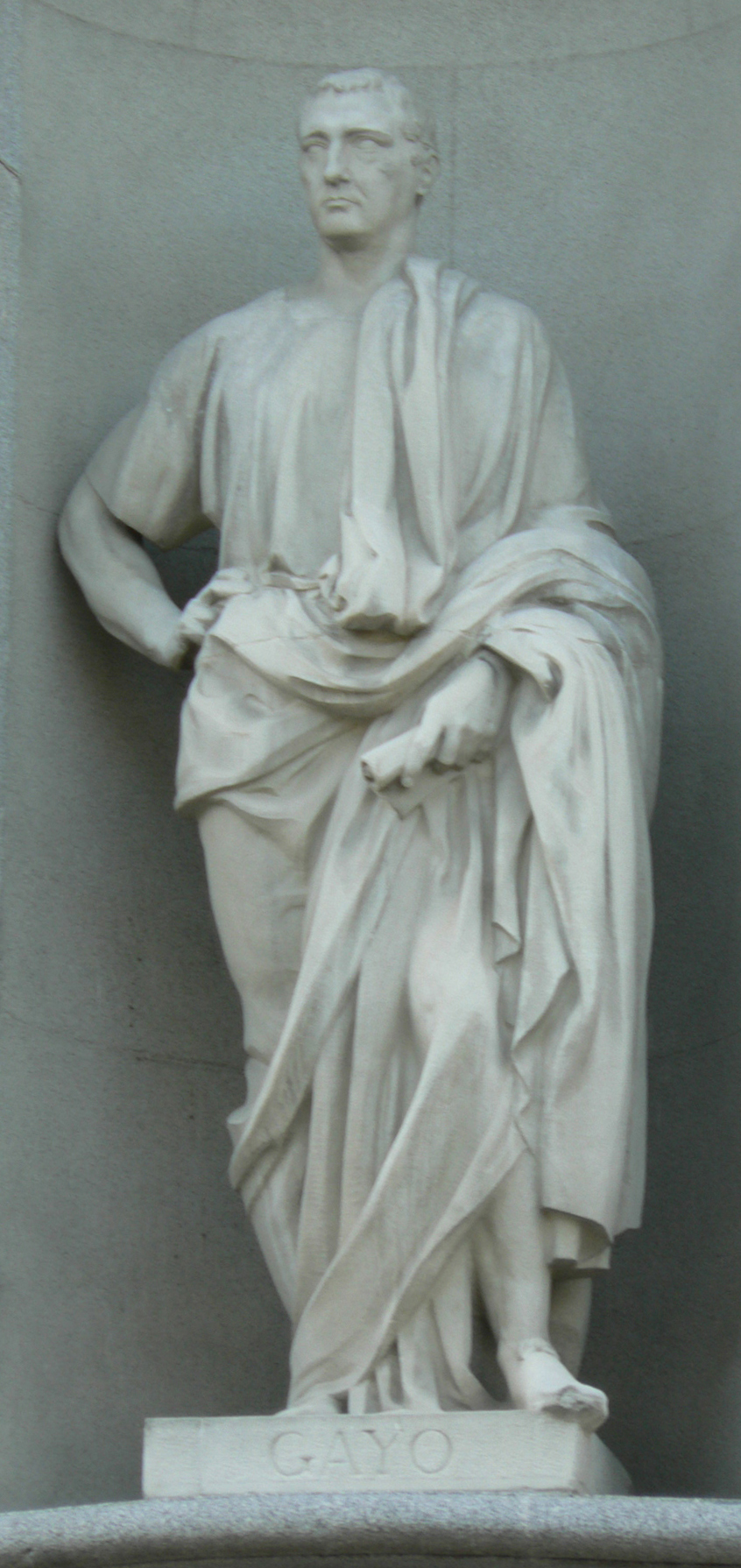
マドリードにあるガイウス像

ガイウス（Gaius, 130年頃 - 180年頃）は、古代ローマの法学者で、『法学提要』の著者。ガーイウスとも表記される。

## 人物
ガイウスの生涯についてはほとんど知られておらず、名前も個人名ガイウスで知られるのみである。当時のローマの法学者はほとんどが立法または実務に携わっていたが、その中でガイウスだけは例外的に法実務を行なう法律家ではなく専業の法学教師だったようで、同時代には無名の存在であった。
426年にテオドシウス2世とウァレンティニアヌス3世は引用法(Lex　citationum)を公布し、法律家が法判断を下すにあたって依拠すべき学説の基準を定めた。このなかでガイウスはアエミリウス・パーピニアーヌス、ユーリウス・パウルス、ウルピアヌス、モデスティヌスとともに五大権威のひとつとされている。以後近代までガイウスは古代ローマにおける最高の法学者のひとりと見なされるようになる。
ガイウスは弟子たちへの教授のため、ローマの私法体系を簡略にまとめた『法学提要』4巻を著わした。西ローマ帝国滅亡後、500年ごろに東ゴート王国のテオドリック大王が発布した法典は、主要な法源のひとつとして『法学提要』を利用していると考えられる。また東ローマ帝国のユスティニアヌス1世は『ローマ法大全』編纂事業の一環として新しい『法学提要』の作成を命じたが、これはガイウスの『法学提要』に大きく依拠していた。

## 法学提要
『法学提要』において、ガイウスは私法全体を「人・物・訴訟」の3つの体系に分類し、法の背景にある論理的根拠などに関する記述を最低限に切り詰めた。
ローマ帝国が衰退期に入ると、中央政府の統制が弱まって地方慣習の影響力が強くなったうえ、ローマ法の体系自体も年月を経るにつれて複雑さを増し、その全貌を正確に把握することは至難となった。そこで5世紀初頭ごろから、法体系を簡略化した『法学提要』が多用されるようになった。5世紀半ばには、西ローマ帝国で『法学提要』をさらに簡略化した『ガイウスの抄録書』が利用された。

## 著書
- 佐藤篤士監訳『法学提要』(敬文堂)